# Arthur Coleman Danto
Arthur Coleman Danto (Ann Arbor (Michigan), 1 de gener de 1924 - Nova York, 25 d'octubre de 2013) era un crític d'art estatunidenc, professor i filòsof. Sobretot, és conegut pel seu treball en estètica i filosofia de la història, encara que ha treballat en diferents camps.
El professor Danto treballà a la Universitat de Colúmbia de Nova York des de 1951, com a professor des de 1966. Va ser beneficiari de moltes beques i subvencions incloent-hi dos Guggenheim Fellowships, ACLS i Fulbright i va ser vicepresident i president de l'American Philosophical Association, així com president de l'American Society for Aesthetics.
Danto fou l'autor de nombrosos llibres, incloent-hi Nietzsche as Philosopher, Mysticism and Morality, The Transfiguration of the Commonplace, Narration and Knowledge, Connections to the World: The Basic Concepts of Philosophy, i Encounters and Reflections: Art in the Historical Present, una col·lecció de crítica de l'art que va ser guanyadora del National Book Critics Circle guardonat per la crítica el 1990. El seu llibre més recent és Unnatural Wonders: Essays from the Gap Between Art and Life .
Va treballar com a crític d'art per The Nation i va publicar articles en nombrosos en diaris i revistes. A més a més, fou editor del Journal of Philosophy i editor de referència d'altres publicacions.
El professor Arthur Danto també va col·laborar amb els caps de redacció de Naked Punch Review i Artforum.